# سیارک ۱۹۹۷۰
سیارک ۱۹۹۷۰ (به انگلیسی: 19970 Johannpeter، نامگذاری:1988RJ3) نوزده هزار و نهصد و هفتادمین سیارک کشف شده‌است که در ۸ سپتامبر ۱۹۸۸ کشف شد.
قدر مطلق سیارک برابر ۱۵٫۳۰ است.